# Шапюи, Клод

Страница книги «Discours de la Cour» (1543)

Клод Шапюи (фр. Claude Chappuys, Chapuys, Chappuis, Chapuis; 1500, Амбуаз, Эндр и Луара — 17 ноября 1575, Руан) — французский поэт.

## Биография
Служил камердинером и библиотекарем короля Франциска I, затем секретарём епископа Парижа, будущего кардинала Жана дю Белле. Был членом капитула, каноником Руанского собора.
Автор коротких стихов, блазонов, эпиграмм, песен, посвящений. Поддерживал отношения с Меллен де Сен-Желе и Клеманом Маро, который признавал в нём одного из лучших поэтов той эпохи.
Из произведений К. Шапюи, являющихся большой редкостью, до нас дошли: патриотическая поэма, написанная по поводу занятия Ландреси Карлом V — «L’aigle, qui fait la poule devant le coq» (Париж, 1542); «Discours de la Cour» (1543) и отдельные стихотворения в сборнике «Blasons anatomiques des corps des femmes» (Лион, 1537).

## Избранные произведения
- Panégyrique récité au très illustre et très chrestien roy Françoys premier de ce nom, à son retour de Provence, l’an mil cinq cens trente huit, au mois de septembre. Paris 1538
- La Complaincte de Mars sur la venue de l’Empereur en France. Paris 1539
- Le Grand Hercule gallique qui combat contre deux. o. O. 1545[4].
- Le Sacre et Couronnement du roy Henry deuxième de ce nom. Paris 1547
- Le Sacre et Couronnement du tresauguste, trespuissant et treschrestien roy Henry deuxiesme de ce nom à Reims. Lan M D XLVII en juillet. Paris 1549
- La Réduction du Hâvre de Grâce par le roy Charles, neufiesme de ce nom. Rouen 1563